# Nebria georgei
Nebria georgei (лат.) — вид жуков-жужелиц из подсемейства плотинников. Распространён в штате Аризона (Coconino County, США). Научное видовое название дано в честь профессора George Eugene Ball, который первым распознал новый вид и привлёк к нему внимание автора научного описания (David Kavanaugh, Сан-Франциско, Калифорнийская академия наук). Типовой материал был собран в Национальном парке Гранд-Каньон в 2001 году Сандрой Бентли (Sandra Brantley, Museum of Southwestern Biology, Альбукерке) и Нейлом Коббом (Neil Cobb, Northern Arizona Uuniversity, Флагстафф).
Длина тела имаго 9,7—11,3 мм. Голова чёрная или рыже-коричневая, с парой бледных пятен на темени. Переднеспинка, надкрылья, нижняя часть тела, бёдра и голени чёрные или рыже-коричневые. Лапки коричневые или красновато-коричневые. Грудь и брюшко без металлического отлива. Лоб и темя гладкие, не точечные.